# Fleishman a pezzi
Fleishman a pezzi (Fleishman Is in Trouble) è una miniserie televisiva statunitense creata e scritta da Taffy Brodesser-Akner e basata sul suo omonimo romanzo del 2019.

## Trama
Toby Fleishman è un quarantenne epatologo newyorkese recentemente divorziato che usa un'applicazione di incontri online per la prima volta. Mentre inizia a trovare un successo romantico che non ha mai raggiunto in gioventù, la sua ex moglie Rachel scompare senza lasciare traccia, lasciandolo con i loro figli, Hannah e Solly.

## Puntate
| nº | Titolo originale           | Titolo italiano                 | Pubblicazione USA | Pubblicazione Italia |
| -- | -------------------------- | ------------------------------- | ----------------- | -------------------- |
| 1  | Summon Your Witnesses      | Divorziare un'estate a New York | 17 novembre 2022  | 22 febbraio 2023     |
| 2  | Welcome to Paniquil        | Benvenuti a Paniquil            | 17 novembre 2022  | 22 febbraio 2023     |
| 3  | Free Pass                  | Piccole evasioni                | 24 novembre 2022  | 22 febbraio 2023     |
| 4  | God, What an Idiot He Was! | Le 12 fasi di Toby              | 1º dicembre 2022  | 22 febbraio 2023     |
| 5  | Vantablack                 | Vantablack                      | 8 dicembre 2022   | 22 febbraio 2023     |
| 6  | This Is My Enjoyment       | Un tuffo nel passato            | 15 dicembre 2022  | 22 febbraio 2023     |
| 7  | Me-Time                    | Tempo per me                    | 22 dicembre 2022  | 22 febbraio 2023     |
| 8  | The Liver                  | Il fegato                       | 29 dicembre 2022  | 22 febbraio 2023     |

## Personaggi e interpreti

### Principali
- Dott. Toby Fleishman, interpretato da Jesse Eisenberg, doppiato da Davide Perino.
Quarantenne epatologo ebreo che ha divorziato da poco da sua moglie Rachel.
- Rachel, interpretata da Claire Danes, doppiata da Barbara De Bortoli.
Agente di talento ed ex moglie di Toby recentemente scomparsa.
- Libby Epstein, interpretata da Lizzy Caplan, doppiata da Domitilla D'Amico.
Redattrice per una rivista maschile e migliore amica di Toby e narratrice della storia.
- Seth Morris, interpretato da Adam Brody, doppiato da Marco Vivio.
Miglior amico di Toby dai tempi del college.
- Hannah Fleishman, interpretata da Meara Mahoney Gross, doppiata da Anita Sala.
Figlia dodicenne di Toby e Rachel.
- Solly Fleishman, interpretato da Maxim Swinton, doppiato da Gabriele Piancatelli.
Figlio di nove anni di Toby e Rachel.

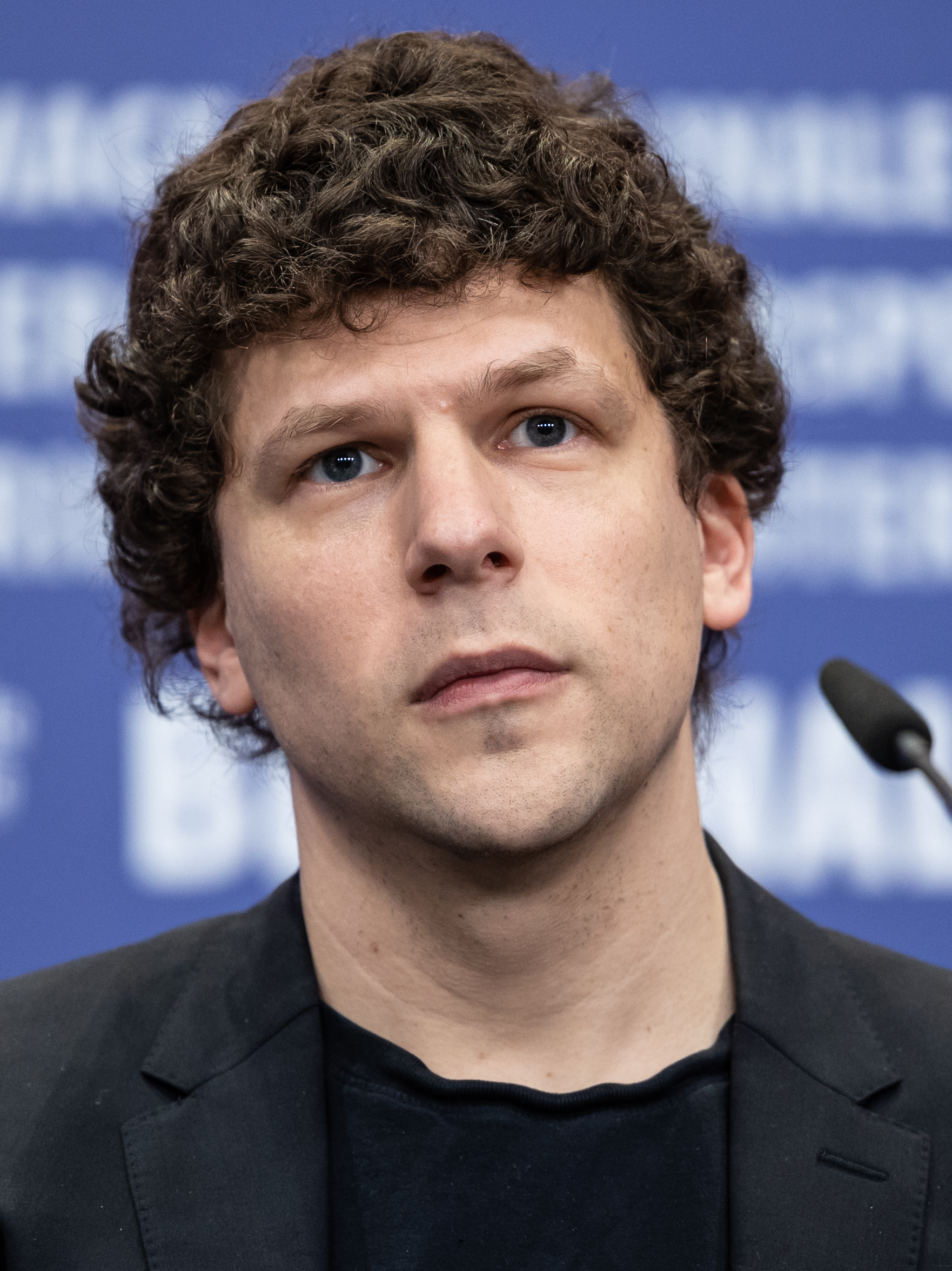
Jesse Eisenberg
Claire Danes
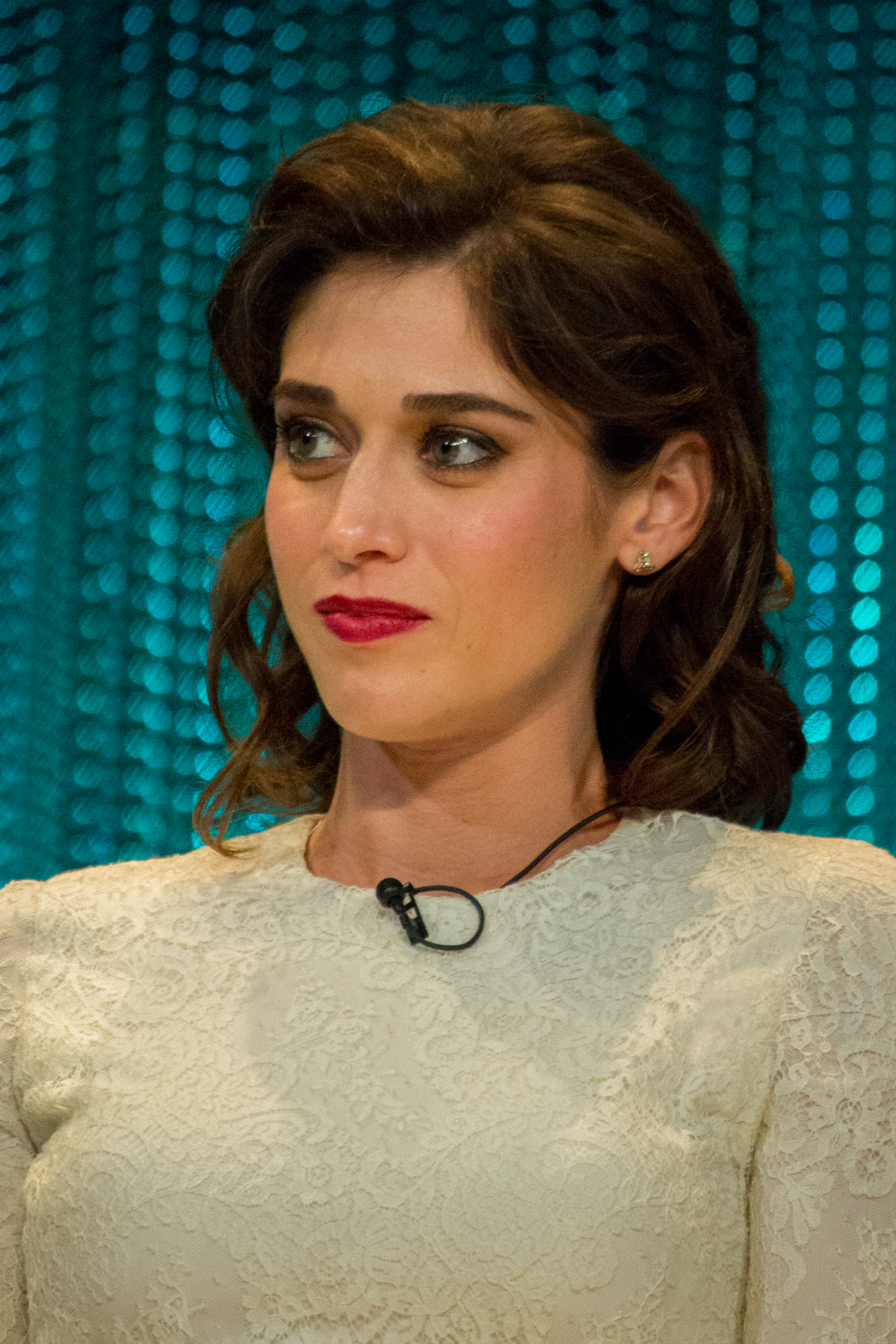
Lizzy Caplan
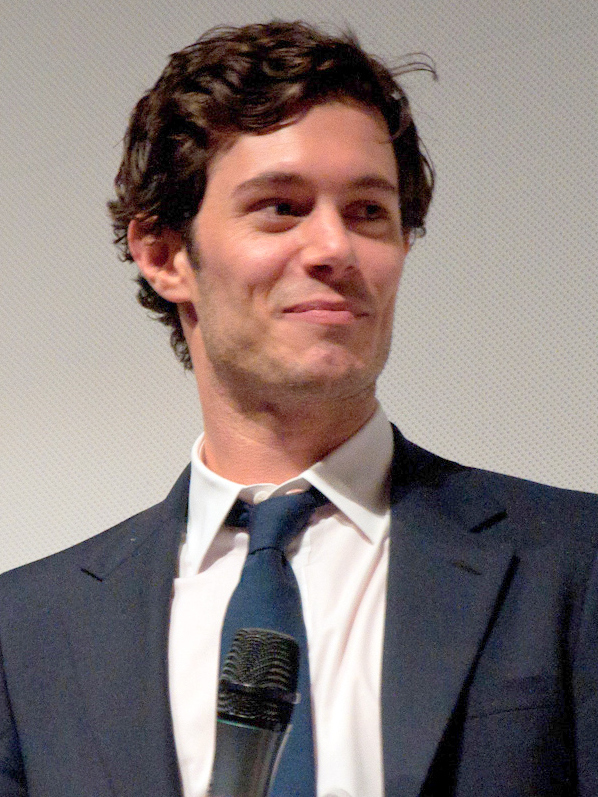
Adam Brody

### Ricorrenti
- Archer Sylvan, interpretato da Christian Slater, doppiato da Christian Iansante.
Direttore della rivista in cui lavora Libby.
- Adam Epstein, interpretato da Josh Radnor, doppiato da Renato Novara.
Marito di Libby.
- Sam Rothberg, interpretato da Josh Stamberg, doppiato da Andrea Ward.
Direttore di un'azienda farmaceutica, marito di Miriam e amante di Rachel.
- Miriam Rothberg, interpretata da Jenny Powers.
Moglie di Sam e amica di Rachel.
- Todd Leffer, interpretato da Eric William Morris, doppiato da Ruggero Andreozzi.
Uno degli amici di Rachel.
- Cyndi Leffer, interpretata da Joy Suprano, doppiata da Cinzia Villari.
Moglie di Todd e una delle amiche di Rachel.
- Dott. Donald Bartuck, interpretato da Michael Gaston, doppiato da Massimo De Ambrosis.
Responsabile di Toby in ospedale.
- Alejandra Lopez, interpretata da Juani Feliz.
Star di Broadway e cliente di Rachel.

## Produzione

### Sviluppo
Il 12 settembre 2019 è stato annunciato che ABC Signature aveva vinto un gioco al rilancio tra dieci studi per i diritti del romanzo Fleishman a pezzi, con il progetto in fase di sviluppo per FX. Taffy Brodesser-Akner, l'autrice del libro, è stata assunta per scrivere l'adattamento e come produttrice esecutiva insieme a Susannah Grant, Carl Beverly e Sarah Timberman. L'11 marzo 2021 è stato comunicato che era stata commissionata una miniserie composta da nove puntate da pubblicare esclusivamente su Hulu come parte di FX on Hulu. Dopo l'annuncio dell'ordine della miniserie, Brodesser-Akner ha affermato: «Sono entusiasta di approfondire la vita di Fleishman sullo schermo con soci così intelligenti, premurosi e audaci. Quando stavo scrivendo questo libro, il mio scopo era quello di risolvere per me stessa le dinamiche sconcertanti e la politica del matrimonio e la mezza età. Scrivendo il libro non ha aiutato molto, quindi spero che con questa miniserie andrà meglio.»
Il 13 agosto 2021, durante il tour di stampa di TCA di FX Networks dell'estate 2021, la coppia di registi di Little Miss Sunshine, Jonathan Dayton e Valerie Faris, è stata ingaggiata per dirigere alcune puntate.

### Casting
Nel novembre 2021 Lizzy Caplan e Jesse Eisenberg si sono uniti al cast come protagonisti, segnando la loro seconda collaborazione insieme dopo Now You See Me 2. Nel gennaio 2022 Claire Danes e Adam Brody sono entrati nel cast principale, mentre Maxim Swinton e Meara Mahoney Gross sono stati assunti in ruoli ricorrenti insieme a Joy Suprano, Michael Gaston, Ralph Adriel Johnson, Brian Miskell, Christian Slater e Josh Radnor nei mesi seguenti.

### Riprese
La lavorazione è iniziata nel febbraio 2022 a New York.

## Distribuzione
Negli Stati Uniti la miniserie ha debuttato il 17 novembre 2022 su FX on Hulu. In Italia è stata interamente pubblicata il 22 febbraio 2023 su Disney+.

## Accoglienza

### Critica
La miniserie ha ricevuto recensioni positive dalla critica. Rotten Tomatoes riporta l'87% delle recensioni professionali positive, con un voto medio di 8,2 su 10 basato su 54 critiche. Il consenso critico del sito web indica: «I personaggi con cui Fleishman a pezzi trascorre del tempo non sono il gruppo più piacevole, ma la serie esamina le loro debolezze con irresistibile perspicacia -- e sono portati in vita da un formidabile trio di attori famosi.» Metacritic, invece, ha assegnato un punteggio di 79 su 100 basato su 29 recensioni, indicando "recensioni generalmente favorevoli".
Annie Berke di The A.V. Club ha assegnato alla miniserie un A− e ha dichiarato:«Queste otto puntate e i personaggi in esse stanno facendo del loro meglio, e più di tutti, Fleishman è di gran lunga il migliore della maggior parte.» Richard Roeper del Chicago Sun-Times ha attribuito alla serie tre stelle su quattro scrivendo: «Questa è una trasmissione con un cast estremamente in forma, con Eisenberg, Danes, Caplan e Brody tutti interpretano con la loro incisività e colpiscono argomentazioni che abbiamo visto padroneggiare in ruoli precedenti.»

## Riconoscimenti
- 2023 – Critics' Choice Television Awards[20]
  - Candidatura alla miglior attrice non protagonista in una miniserie o film TV a Claire Danes
- 2023 – Golden Globe[21]
  - Candidatura alla miglior attrice non protagonista in una miniserie, serie antologica o film TV a Claire Danes
- 2023 – USC Scripter Awards[22]
  - Candidatura al miglior adattamento per una sceneggiatura a Taffy Brodesser-Akner per la puntata Il fegato
- 2023 – Writers Guild of America Awards[23]
  - Candidatura alla miglior miniserie a Taffy Brodesser-Akner, Cindy Chupack, Allison P. Davis, Mike Goldbach e Boo Killebrew
- 2023 – Television Critics Association Awards[24]
  - Candidatura alla miglior miniserie, film o speciale
- 2023 – Hollywood Critics Association TV Awards[25]
  - Candidatura alla miglior miniserie o serie antologica in streaming
  - Candidatura alla miglior attrice non protagonista in una miniserie, serie antologica o film in streaming a Claire Danes
  - Candidatura alla miglior sceneggiatura per una miniserie, serie antologica o film in streaming a Taffy Brodesser-Akner per la puntata Tempo per me
- 2023 – Primetime Emmy Awards[26]
  - Candidatura alla miglior miniserie o serie antologica
  - Candidatura alla miglior attrice protagonista in una miniserie, serie antologica o film a Lizzy Caplan
  - Candidatura alla miglior attrice non protagonista in una miniserie, serie antologica o film a Claire Danes
  - Candidatura alla miglior regia per una miniserie, serie antologica o film a Valerie Faris e Jonathan Dayton per la puntata Tempo per me
  - Candidatura alla miglior sceneggiatura per una miniserie, serie antologica o film a Taffy Brodesser-Akner per la puntata Tempo per me
- 2023 – Primetime Creative Arts Emmy Award[26]
  - Candidatura al miglior casting per una miniserie, serie antologica o film a Laura Rosenthal e Jodi Angstreich
  - Candidatura ai migliori costumi contemporanei per una miniserie, serie antologica o film a Leah Katznelson, Angel Peart, Katie Novello, Deidre Wegner, Anne Newton-Harding per la puntata Tempo per me